# Rainbow Bridge (álbum)
Rainbow Bridge es un álbum del músico estadounidense Jimi Hendrix. Se trata del segundo álbum póstumo del guitarrista y recoge grabaciones efectuadas fundamentalmente en 1969 y 1970 tras la separación de la banda The Jimi Hendrix Experience.

## Grabación y producción
Rainbow Bridge continúa la línea iniciada con The Cry of Love, primer disco póstumo de Jimi Hendrix, recogiendo las grabaciones en las que el artista estuvo trabajando poco antes de su fallecimiento y que proyectaba publicar como álbum doble bajo el título de "First Rays of the New Rising Sun". En la mayor parte de estas grabaciones, Hendrix estuvo acompañado por el batería Mitch Mitchell y el bajista Billy Cox.
Todas las canciones fueron compuestas y arregladas por el propio Hendrix, a excepción de The Star-Spangled Banner, el himno nacional norteamericano. Look Over Yonder fue grabada en octubre de 1968. Hear My Train A Comin recoge una grabación en vivo en el Berkeley Community Theatre, el 30 de mayo de 1970. El resto de temas fueron registrados en 1969 y 1970 en Nueva York entre los Record Plant Studios y los Electric Lady Studios.

## Recepción
El lanzamiento del álbum tuvo lugar en octubre de 1971. Reprise Records se encargó de la publicación en Estados Unidos, donde alcanzó el puesto 15 en las listas de ventas. En el Reino Unido llegó a la posición número 16. En el resto del mundo, el álbum fue distribuido por Polydor. En Noruega el álbum alcanzó el puesto 16 en las listas de ventas, mientras que en Suiza alcanzó el octavo lugar en la clasificación. El título Rainbow Bridge no fue elegido por los productores, Mitchell y Eddie Kramer, sino más bien por la compañía discográfica por razones contractuales. Tampoco las canciones del álbum coinciden con las de la película homónima de 1971. El 16 de septiembre de 2014 fue reeditado en versión CD.

## Lista de canciones
Todas las canciones escritas y compuestas por Jimi Hendrix. 
| N.º | Título                                                              | Duración |  |
| 1.  | «Dolly Dagger» (Jimi Hendrix)                                       | 4:45     |  |
| 2.  | «Earth Blues» (Jimi Hendrix)                                        | 4:20     |  |
| 3.  | «Pali Gap» (Jimi Hendrix)                                           | 5:05     |  |
| 4.  | «Room Full of Mirrors» (Jimi Hendrix)                               | 3:17     |  |
| 5.  | «Star Spangled Banner» (John Stafford Smith, arreglos Jimi Hendrix) | 4:07     |  |
| 6.  | «Look Over Yonder» (Jimi Hendrix)                                   | 3:28     |  |
| 7.  | «Hear My Train A Comin (En directo)» (Jimi Hendrix)                 | 11:15    |  |
| 8.  | «Hey Baby (New Rising Sun)» (Jimi Hendrix)                          | 6:05     |  |

## Personal
- Jimi Hendrix – guitarras y voz.
- Mitch Mitchell – batería (todos los temas excepto 4 y 5).
- Billy Cox – bajo (todos los temas excepto 5 y 6).
- Juma Sultan – congas y percusión (temas 1, 3 y 6).
- Buddy Miles – batería (tema 4), coros (tema 2).
- Noel Redding – bajo (tema 6).
- The Ghetto Fighters (Albert Allen y Arthur Allen) – coros (tema 1).
- The Ronettes (Ronnie Spector, Estelle Bennett, Nedra Talley) – coros (tema 2).